# Compañía de los Caminos de Hierro del Norte de España
La Compañía de los Caminos de Hierro del Norte de España ou CCHNE ou Norte est l'une des principales compagnies privées à rentrer dans la formation de la Renfe en 1941.

## Historique

### Création de la compagnie
Plusieurs projets ce chemins de fer destinés à relier Madrid aux provinces basques et à la frontière française voient le jour entre 1845 et 1855. La province de Biscaye accorde un grand intérêt à la création d'un chemin de fer permettant de la relier à la capitale. Son Industrie sidérurgique est alors en plein essor, et elle a besoin de transports fiables vers la capitale. En 1843, on vient d'inaugurer les hauts-fourneaux de Santa Ana de Bolueta. L'Espagne métropolitaine ne dispose encore d'aucune ligne de chemin de fer, et la période est à l'euphorie pour le nouveau moyen de transport. Prudent, le gouvernement espagnol n'accorde que des concessions provisoires. C'est donc sous forme « provisoire » que les gouvernements, les municipalités, et les chambres de commerce royales intéressées (principalement en Biscaye) obtiennent l'autorisation de construire une ligne dite "du nord". Partant de Madrid, elle doit gagner Valladolid, Burgos, Bilbao, puis suivre la côte par Deva pour atteindre la frontière française à Irun. Une seule condition est posée : qu'il soit tenu compte des intérêts de toutes les localités concernées par le tracé, en particulier dans la province d'Alava. Les changements intervenus dans la politique ferroviaire espagnole en 1851 contraignent les biscayens à s'adapter aux nouvelles conditions de paiement pour le compte de l'état et de solliciter une nouvelle concession. En 1854, le nouveau gouvernement Espartero-Leopoldo O'Donnell convoque le congrès d'où sort la nouvelle loi générale des chemins de fer du 3 juin 1855 qui remet tout à plat. La ligne du nord est désormais divisée en 3 sections :
- Madrid à Valladolid par Avila et Medina del Campo
- Valladolid à Burgos
- Burgos à la France par Miranda del Ebro

Le dernier tronçon évite désormais la Biscaye, puisque le tracé retenu passe par Vitoria-Gasteiz, Altsasu, Tolosa et Saint-Sébastien
Pour obtenir la ligne dans son intégralité, il faut obtenir la concession des trois sections. Dès le mois de novembre, les frères Émile et Isaac Pereire obtiennent la concession de la section Valladolid-Burgos. En juillet 1856, la Sociedad de Crédito Mobiliario Español (es) obtient la concession des deux autres. Mais cette société est également une création des Pereire ... Tandis que les premiers coups de pioche sont donnés à Valladolid, le 18 juin 1856, les Pereire obtiennent également la concession d'un embranchement de Venta de Baños à Alar del Rey. Dans cette dernière localité, une autre compagnie doit assurer la continuité vers Santander et les mines de charbon de Barruelo de Santullan. Le 29 décembre 1858, la Compañía de los Caminos de Hierro del Norte de España est officiellement créée à Madrid. Son capital est de 380 millions de reales, l'équivalent de 100 millions de francs. Parmi ses principaux actionnaires, on trouve :
- la Sociedad del Crédito Mobiliario español (52700 actions)
- le Crédit mobilier français (29400 actions)
- la Société Générale belge (20000 actions)
- les frères Pereire (14000 actions)
- Alba (500 actions)

En fait, seul 25 % du capital est espagnol. 
La première assemblée générale de la nouvelle compagnie a lieu à Madrid le 19 janvier 1859

### Construction et mise en service ligne du Nord
Dès 1856 une petite colonie française s'installe à Valladolid pour commencer les travaux. Cette ville présente l'avantage d'être à mi-chemin des deux extrémités du chemin de fer. À terme, il est prévu d'y installer les ateliers du matériel de la compagnie et son principal dépôt de locomotives. La construction de la ligne commence dans les deux sens, vers Burgos et Medina del Campo. En Castille, la topographie ne présente pas de grosses difficultés et les travaux avancent rapidement. La plus grosse partie du matériel nécessaire arrive par le port de Santander. Les ordres arrivent de Paris où réside le directeur général de la construction, l'ingénieur Lalanne. L'ingénieur N. Fournier assure le relais à Valladolid. Début 1861, 360 kilomètres de ligne sont déjà terminés.
Les sections manquantes sont les plus difficiles. Au sud, en Castille, il s'agit de se faufiler à travers la Sierra de Guadarrama. Au nord, il faut franchir les Pyrénées dans les vallées tortueuses du Guipuscoa. En Castille, la compagnie peut compter sur un effectif de 13750 hommes en 1860. Mais une épidémie éclate et provoque la suspension des travaux en de nombreux points. Pour y remédier, la compagnie fera venir de France le docteur Valéry Meunier. Finalement, la construction durera huit ans. Le 15 août 1864, l'inauguration officielle a lieu à Saint-Sébastien. la jonction de la Compañía de los Caminos de Hierro del Norte de España avec la sœur de la compagnie des chemins de fer du Midi (qui appartient également aux Pereire) est effective à Irun et Hendaye.
Ouverture des différentes sections à l'exploitation :
| Date       | Section                                          | Longueur (km) |
| 1/08/1860  | Valladolid-Venta de Baños                        | 36,749        |
| 15/09/1860 | Medina del Campo-Valladolid                      | 42,211        |
| 25/11/1860 | Sanchidrián-Medina del Campo                     | 55,326        |
| 25/11/1860 | Venta de Baños-Burgos                            | 84,325        |
| 25/07/1861 | Burgos-Quintanapalla                             | 16,286        |
| 9/08/1861  | Madrid-El Escorial                               | 50,295        |
| 13/04/1862 | Miranda de Ebro-Olazagutia                       | 74,743        |
| 26/07/1862 | Quintanapalla-Miranda de Ebro                    | 73,010        |
| 4/03/1863  | Avila-Sanchidrián                                | 30,415        |
| 1/07/1863  | El Escorial-Avila                                | 70,276        |
| 1/09/1863  | Beasain-Saint-Sébastien                          | 41,402        |
| 1/10/1863  | Madrid (Atocha)-Madrid (Principe Pio) (Ceinture) | 7,968         |
| 18/10/1863 | Saint-Sébastien-Irun                             | 16,872        |
| 22/04/1864 | Irun-Hendaye (France)                            | 1,704         |
| 20/08/1864 | Olazagutia-Beasain                               | 47,472        |
| 1/08/1860  | Venta de Baños-Alar del Rey                      | 90,772        |

### Extension par fusions et rachats
Tandis que l'exploitation commence à se développer sur la ligne du Nord, l'empire des Pereire est à son apogée en 1865. Mais la situation ne tarde pas à se détériorer. La construction de la ligne du nord a coûté le double de la somme initialement prévue. Le trafic ne s'y développe que lentement, parfois par la faute de la compagnie : en Castille, on a simplement "oublié" de construire des routes d'accès aux principales gares. Les industries restent rares. Un nouveau directeur "de choc" est nommé en 1866, en la personne de Gustave Noblemaire. Il jettera l'éponge au bout de deux ans pour un PLM à la réputation déjà surfaite... Peu importe, la direction générale du réseau était transférée à Madrid en 1866 également, ce qui offrait beaucoup plus d'autonomie ! Ailleurs en France et en Europe, les Pereire connaissent bien des déboires. Bref, la compañia de los caminos de hierros del Norte de España connait des débuts bien laborieux. Dans la partie septentrionale du réseau, les guerres carlistes viennent bientôt aggraver une situation déjà précaire. La compagnie voit sa situation s'améliorer à partir des années 1870. Les guerres carlistes prennent fin, et le gouvernement a accordé quelques subventions au titre des destructions subies. En 1874, la Sociedad del crédito mobiliario español cède à la compagnie les mines de charbon de Barruelo pour la somme de trois millions de francs. En 1876, la compagnie commence à substituer des rails en acier aux rails en fer. Le fait semble anecdotique, mais la compagnie peut désormais s'approvisionner en Espagne même, auprès des entreprises basques et catalanes. Moins dépendante de Paris, la compagnie opte pour l'extension.
La première, le 31 janvier 1874 répond à une stricte logique, avec le rachat officiel de la Nueva Compañia del Ferrocarril de Alar a Santander pour la somme de 92 702 000 reales. La compagnie est désormais libre de ses approvisionnements extérieurs qui transiteront via Santander. 

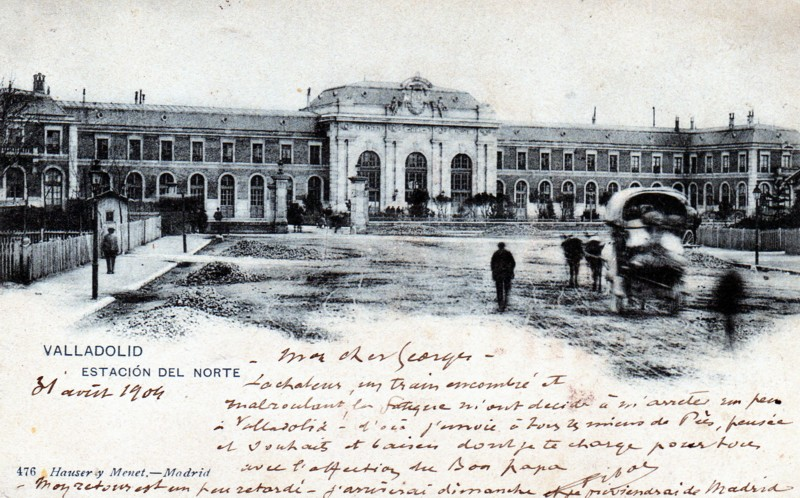
La gare de Valladolid vers 1901.

Le 13 février 1878, l'annexion de la Compañía de los Ferrocarriles de Zaragoza a Pamplona y Barcelona (ZPB) permet d'atteindre la Méditerranée et double presque la longueur des lignes exploitées. Le 28 mars de la même année, l'annexion de la Compañia del Ferrocarril de Tudela a Bilbao permet d'accéder au grand port de Biscaye. Le Norte fait désormais figure de grand réseau et se doit de posséder une gare madrilène digne de ce nom. 1878 voit donc le début des travaux de construction de la nouvelle gare de Principe Pio. Elle sera officiellement inaugurée le 16 juillet 1882.  Le 24 mai 1881, le Norte rachète la concession de la ligne en voie métrique de Villalba à El Berrocal pour la somme de 12000 pesetas. Peu après, le 11 août, la compagnie obtient la concession de la ligne Segovia-Medina qui offre une alternative à la ligne principale sur une partie de son tracé méridional.
Une seconde vague de rachat débute en 1884. Elle commence le 14 août avec l'absorption de la petite Compañia del Ferrocarril de Lerida, Reus y Tarragona qui permet de consolider les positions de la compagnie en Catalogne. Plus intéressant, la fusion du premier mai 1885 avec la Compañia de los Ferrocarriles de Asturias, Galicia y Leon ouvre de nouveaux débouchés vers des provinces jusqu'alors ignorées par le Norte. Le mouvement s'accélère alors. Le 13 octobre 1886, le Credito General de Ferrocarriles cède la concession de la ligne de San Juan de Nieves à Villabona. L'année suivante, le 31 décembre 1887, le Norte absorbe les lignes de la Ferrocarril y minas de San Juan de las Abadesas (es). Le premier février 1889, la ligne Selgua-Barbastro est transférée à la compagnie. Le 27 mai 1890, le Norte rachète la concession de la ligne Soto de Rey-Ciaño (es) à un certain "Sizzo" qui l'avait obtenue le 23 avril précédent. La puissante Sociedad de los Ferrocarriles Almansa-Valencia-Tarragona est à son tour absorbée le 25 mai 1891. L'annexion de la petite Sociedad de los Caminos de Hierro del Este de España, le 1er janvier 1892, clôture cette phase d'expansion. Le territoire de la compagnie est désormais bien délimité.

### Consolidation et modernisation du réseau
Le réseau se complète peu à peu. Le 3 mai 1893, le gouvernement autorise le transfert de la ligne de Jaca (construite par la compagnie pour le compte de la Sociedad Anonima Aragonesa) au Norte. Le XXe siècle voit la mise en double vie de certaines sections particulièrement chargées : Madrid-Pozuelo en 1900, suivie de Saint-Sébastien-Pasaia en 1902 et de Madrid-El Escorial, Medina del Campo-Valladolid-Burgos, et Irun-Altsasu en 1913 

### Électrification en deux temps
C'est en 1914 que l'on songe sérieusement à électrifier une partie du réseau. La neutralité espagnole dans le conflit profite à l'économie et provoque une importante croissance du trafic. La ligne du col de Pajares est l'une des plus dures d'Espagne. En rampe pratiquement continue de 20 pour mille, elle comporte près de 70 tunnels, dont le célèbre ouvrage de la Perruca, long de 3071 mètres. La traction vapeur y révèle ses limites, et c'est cette section que l'on choisit d'électrifier en priorité.

#### L'électrification du col de Pajares

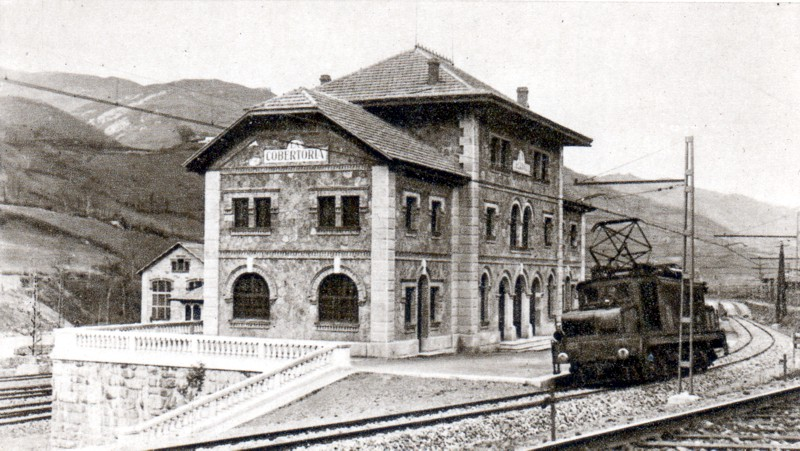
Une locomotive série 6100 en gare de La Cobertoria. 1925

Le 24 juillet 1918, une loi approuve l'électrification de la rampe de Pajares. Il n'est pas question d'électrifier la totalité de la ligne, mais seulement la section de 62 kilomètres Ujo-Busdongo. Après étude des diverses propositions présentées par les principales firmes américaines et européennes, c'est la proposition de la firme General Electric qui retient particulièrement l'attention. La tension sera de 3000 volts, en courant continu. Ce système est jusqu'alors exclusivement utilisé aux États-Unis. Sa première application importante est réalisée par la compagnie Chicago, Milwaukee, St. Paul & Pacific entre 1915 et 1917. Cette tension est alors beaucoup plus élevée que dans le reste de l'Europe, où l'on utilise le 570 ou le 1500 volts. Elle présente l'avantage de nécessiter la construction de moins de sous-stations, avec une caténaire plus économique. Le contrat avec la General Electric est signé en 1921, et la ligne mise sous tension a lieu le 1er janvier 1925.

#### L'apparition du 1500 volts

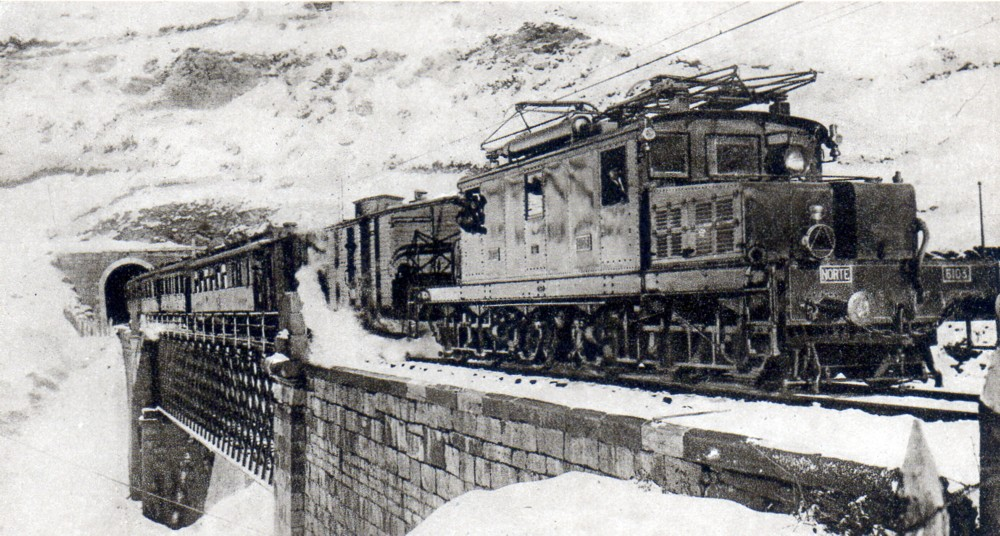
La 6103 au col de Pajares.

Les bons résultats obtenus dans la rampe de Pajares poussent Norte à poursuivre l'expérience : en 1927, on décide d'électrifier les sections d'Irun à Altsasu, de Barcelone à Manresa, et de Barcelone à San Juan de las Abadesas. Aussi curieux que cela puisse paraitre, c'est une tension différente qui est retenue, le 1500 volts courant continu. Plusieurs raisons expliquent ce changement : l'impossibilité, avec les techniques de l'époque, de construire des automotrices en 1500 volts, les difficultés à se procurer du matériel 3000 volts en Europe, quelques avantages techniques en matière de sous-stations, et, il faut bien le dire, une certaine "mode" du 1500 volts en Europe, plusieurs pays ayant retenu cette tension (France, Pays-Bas, Royaume-Uni). Cette électrification est d'ailleurs partiellement inspirée par celle du PO français, en particulier pour les sous-stations. Les différentes lignes retenues sont mises sous tension en 1928, et le 7 juin 1929 pour Irun-Altsasu. Déjà on étudie une autre électrification ambitieuse, celle des sections de Madrid à Avila et Segovia. Les travaux ne commencent qu'en 1935, et sont très vite interrompus par la guerre civile. C'est la Renfe qui mettra ces lignes sous tension le 9 février 1946.

## Le matériel roulant

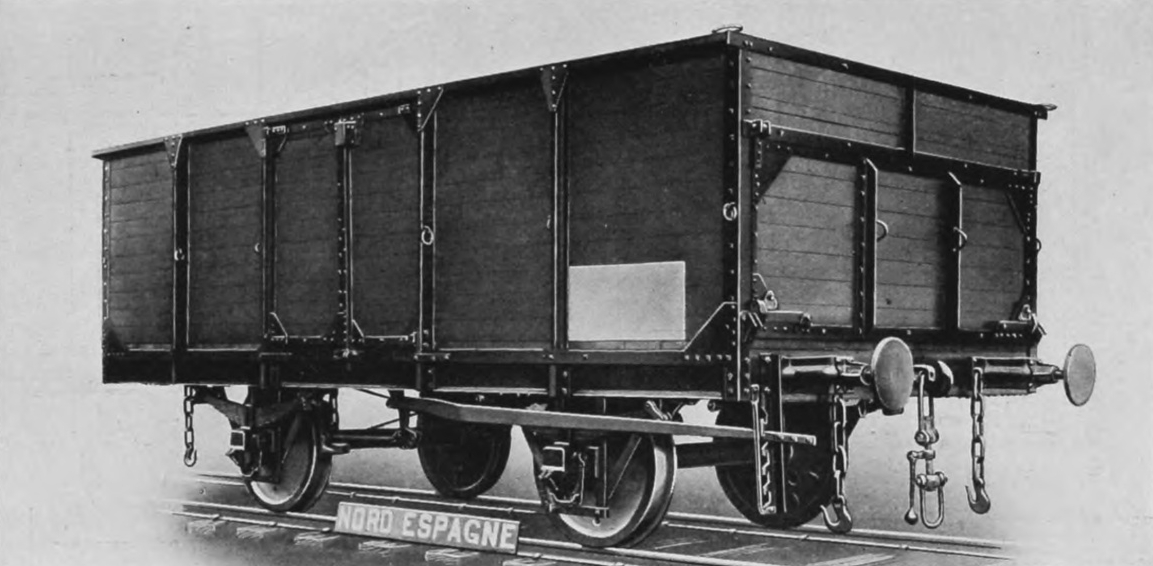
Wagon du Nord Espagne, construit aux Etats-Unis par la Gregg Company.

En 1865, la société disposait de 180 locomotives à vapeur, 575 voitures et 2564 wagons. En 1936, il y avait 1216 locomotives, 3292 voitures et 30.710 wagons.